# Matilda the Musical
Matilda the Musical è un musical che si basa sul romanzo per bambini Matilde di Roald Dahl e anche basato sul film per famiglie Matilda 6 mitica diretto da Danny DeVito, il libretto è di Dennis Kelly e le musiche e i testi di Tim Minchin. La storia è incentrata su Matilda, una ragazzina di 5 anni dotata del potere della telecinesi e amante della lettura, che deve imparare a sopravvivere a scuola e in famiglia avendo come sola amica la maestra.
Dopo l'anteprima del 9 Novembre 2010, la Royal Shakespeare Company si stabilì al Courtyard Theatre a Stratford-upon-Avon, in Inghilterra, a partire dal 9 Dicembre 2010.
Dopo dodici settimane di prove della compagnia a Stratford-upon-Avon dal Novembre 2010 a Gennaio 2011, viene messa in scena l'anteprima dello spettacolo nel West End al Cambridge Theatre il 24 Novembre 2011. L'anteprima Americana viene messa in scena a Broadway, nello Shubert Theater, l'11 Aprile 2013.
A partire dal 2012, la compagnia di Matilda the Musical ha messo in scena produzioni a Toronto, nelle Filippine e in Corea e ha fatto tour negli Stati Uniti, in Australia e Nuova Zelanda, nel Regno Unito e in Irlanda.
Il musical ha vinto più di 55 premi in tutto il mondo ottenendo un successo e un consenso critico internazionale. Tra i vari premi Matilda the Musical si è aggiudicato sette Oliver Award nel 2012 e cinque Tony Award nel 2013.
La compagnia sta preparando un ulteriore tour che partirà per il Regno Unito e l'Irlanda all'inizio di Marzo 2018.

## Produzioni

### Stratford e Londra
Matilda The Musical debuttò per la prima volta al Courtyard Theatre di Stratford a Novembre 2010 dove la compagnia si esibì fino all'Ottobre del 2011.

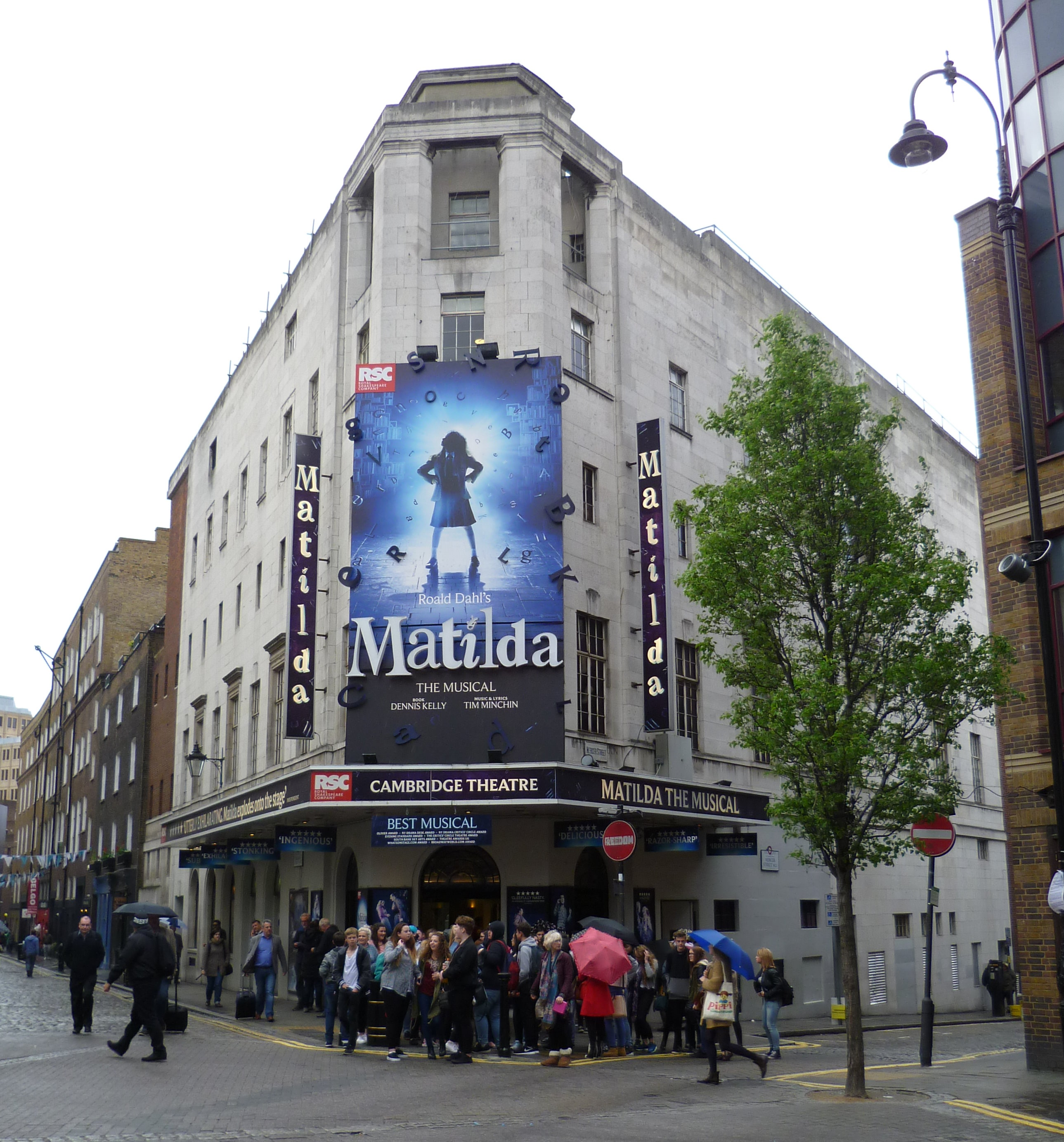
Matilda the Musical, Cambridge Theatre (2015)

La compagnia si trasferì poi nel West End dove mise in scena l'anteprima al Cambridge Theatre il 24 Novembre 2011. Il musical nel West End aveva le coreografie di Peter Darling. Il cast era composto da Bertie Carvel (Miss Trunchbull), Paul Kaye e Josie Walker (Mr and Mrs Wormwood), Ted Wilson (Eric) e Lauren Ward (Miss Honey). Il ruolo di Matilda era interpretato da Adrianna Bertola, Josie Griffiths e Kerry Ingram.

### Broadway
Il 29 Febbraio 2012, la Royal Shakespeare Company annunciò il trasferimento a Broadway che sarebbe avvenuto nella primavera del 2012. Il trasferimento avvenne il 19 Luglio 2012 e l'anteprima fu messa in scena l'11 Aprile 2013 allo Shubert Theatre. I ruoli di Miss Trunchbull, Miss Honey e Eric furono interpretati di nuovo da Bertie Carvel, Lauren Ward e Ted Wilson. Il ruolo di Matilda fu interpretato da quattro attrici: Bailey Ryon, Milly Shapiro, Oona Laurence, and Sophia Gennusa. Il costo totale per il trasferimento della compagnia corrisponde a 16 milioni di dollari americani. Lo spettacolo subì dei leggeri cambiamenti: i testi furono riadattati per il pubblico Americano e l'accompagnamento dell'orchestra fu usato per più scene. Il cast cambiò diverse volte durante i tre anni di produzione a Broadway. La produzione chiuse il 1 Gennaio 2017 dopo le 1555 esibizioni.

### Tour negli Stati Uniti
In un'intervista Tim Minchin annunciò che la Royal Shakespeare Company si stava preparando per un tour nazionale negli Stati Uniti l'1 Giugno 2013. Le prove per il tour iniziarono a Maggio 2015 nello Shubert Theatre a New Haven, nel Connecticut. La presentazione ufficiale avvenne all'Ahmanson Theatre di Los Angeles, in California, il 7 Giugno dello stesso anno. Le tappe ufficiali del tour furono: all'SHN Orpheum Theare a San Francisco, in California, al 5th Avenue Theatre a Seattle, nello stato di Washington, all'AT&T Performing Arts Center a Dallas, in Texas, al Kennedy Center Opera House a Washington, nel DC e allo Straz Center for the Performing Arts a Tampa, in Florida. Mia Sinclair Jenness, Gabby Gutierrez, e Mabel Tyler interpretarono il ruolo principale. Jennifer Blood interpretò il ruolo di Miss Honey, Bryce Ryness quello di Miss Trunchbull e Quinn Mattfeld e Cassie Silva quelli di Mr. e Mrs. Wormwood.

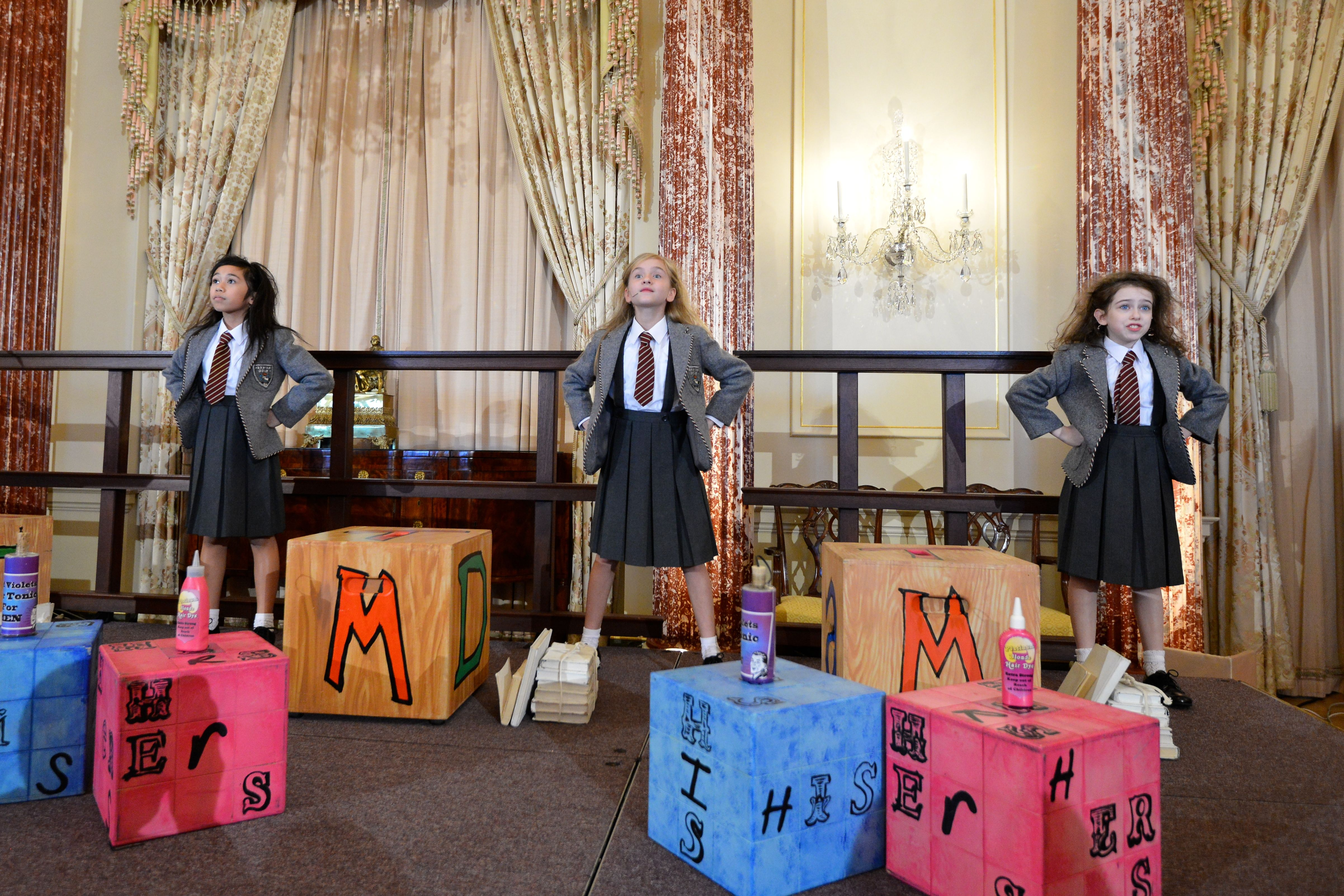
Matilda the Musical performs the popular song "Naughty," in Washington, D.C., on December 16, 2015.

### Tour in Australia e in Nuova Zelanda
Le tappe del tour in Australia e Nuova Zelanda furono Sydney, Melbourne, Brisbane, Perth, Adelaide e Auckland.
Sydney: La produzione aprì al Sydney Lyric theatre il 20 Agosto 2015. Marika Aubrey e Daniel Frederiksen interpretarono i ruoli di Mr. e Mrs. Wormwood, Elise McCann quello di Miss Honey e James Millar quello di Miss Trunchbull. Sasha Rose, Georgia Taplin, Molly Barwick e Bella Thomas interpretarono e condivisero il ruolo di Matilda. La produzione finì il 29 Febbraio 2015.
Melbourne: Per la produzione di Melbourne Dusty Bursill, Alannah Parfett, Tiana Mirra e Ingrid Torelli interpretarono in ruolo principale. Le esibizioni iniziarono al Melbourne's Princess Theatre il 13 Marzo 2016 e finirono l'11 Novembre 2016.
Brisbane, Perth, Adelaide e Auckland: Il tour continuò a Brisbane dal 25 Novembre 2016 fino al 12 Febbraio 2017 al Queensland Performing Arts Centre (QPAC) per poi spostarsi al Crown Theatre a Perth dal 28 Febbraio al 7 Maggio 2017 e all' Adelaide Festival Theatre dal 21 Maggio fino al 16 Luglio 2017. L'ultima tappa del tour fu al Civic Theatre di Auckland fino al 22 Ottobre 2017.

### Toronto
La Mirvish Productions aprì una produzione di Matilda the Musical all'Ed Mirvish Theatre di Toronto dal 5 Luglio 2016 al 7 Gennaio 2017. Hannah Levinson, Jenna Weir, e Jaime MacLean interpretarono il ruolo principale.

### Filippine
Matilda the Musical fu portato in Asia per la prima volta nelle Filippine il 10 Novembre 2017, dove la compagnia si esibì fino al 10 Dicembre. Per la prima volta lo spettacolo non fu prodotto dalla Royal Shakespeare Company ma ottenne una licenza per non avere alcun collegamento con la produzione originale di Londra. Esang de Torres, Uma Martin, e Felicity Kyle Napuli si alternarono nell'interpretazione del ruolo principale.

### Corea
A Luglio 2017 la Seensee Company annunciò che avrebbero prodotto Matilda the Musical a Settembre 2018. La produzione sarà in collaborazione con la RSC ma lo spettacolo sarà per la prima volta in una lingua che non sia l'inglese.

### Tour nel Regno Unito e in Irlanda
La Royal Shakespeare Company annunciò l'11 Aprile 2017 che avrebbe dato il via al tour nel Regno Unito e in Irlanda a Marzo 2018. Il tour iniziò a Curve, Leicester il 5 Marzo 2018. Le tappe previste per il tour sono: Dublino (04/04/2018 - 28/04/2018), Sunderland (08/05/2018 - 02/06/2018), Milton Keynes (05/06/2018 - 30/06/2018), Birmingham (03/07/2018 - 08/09/2018), Manchester (18/09/2018 - 24/11/2018) e Cardiff (04/12/2018 - 12/01/2019). Le date e le tappe per il 2019 saranno annunciate nel 2018.

### Italia
L'allestimento italiano, prodotto dalla PeepArrow Entertainment con la regia di Massimo Romeo Piparo, debutta al Teatro Sistina di Roma il 7 dicembre 2023. In scena Luca Ward nei panni della preside Trinciabue, mentre la Pozzolis Family (Gianmarco Pozzoli e Alice Mangione) interpreta i genitori di Matilda. Il ruolo della piccola protagonista è affidato alla debuttante Giulia Chiovelli. Nel cast anche Giulia Fabbri (Dolcemiele), Elena Mancuso (Mrs. Phelps), Matteo Guma (Escapologo) e Fatima Rosati (acrobata). Dopo un mese a Roma ha inizio la tournée italiana: dopo le tappe a Firenze (Teatro Verdi), Torino (Teatro Colosseo), Genova (Politeama Genovese) e Milano (Il Sistina Chapiteau), la tournée si conclude il 24 marzo 2024 al Teatro Team di Bari.

## Trama

### Atto I
Matilda è una bambina straordinariamente intelligente per la sua età, che è dotata del potere della telecinesi e di un estremo buon senso. Matilda nasce e cresce in una famiglia composta da Mr. e Mrs. Wormwood, i suoi genitori, e Michael, suo fratello. Quando Matilda nasce, all'inizio dello spettacolo, Mrs. Wormwood non riesce a pensare ad altro che alla competizione di ballo da sala, da cui è ossessionata, a cui non è potuta andare a causa del parto. Mr. Wormwood invece, venditore di macchine usate e dipendente dalla televisione, crede che la bambina sia brutta e crede che la neonata sarebbe dovuta nascere maschio ('Miracle'). Cinque anni dopo Matilda vive infelicemente con i genitori e il fratello, dai quali non è amata ed è lasciata sola per la maggior parte del tempo. Ella passa molto tempo in biblioteca, dove conosce Mrs. Phelps, la bibliotecaria ossessionata dalle storie di Matilda che riconosce il suo talento e le consiglia libri molto complessi per la sua età, che la fanno crescere ed imparare. La vita dell bambina a casa peggiora e, spinta dalla voglia di farsi notare dalla famiglia, Matilda pianifica uno scherzo al padre: mischiando il suo olio per capelli e l'acqua ossigenata gli rende i capelli di un colore verde acceso ('Naughty'). Dopo diverse battaglie con il padre, la ragazzina riesce a convincere i genitori ad iscriverla a scuola, dove iniziano le sue avventure ('School Song'). Miss. Honey, la sua maestra, colpita dall'eccellenza di Matilda, chiede di poterla spostare nella classe più avanzata ('Pathetic'), ma Mrs. Trunchbull, zia di Miss Honey, assassina dei suoi genitori e preside della scuola che odia i bambini e che è ossessionata dal controllo e dalla disciplina, respinge la sua richiesta ('The Hammer'). Matilda, con il passare del tempo, diventa sempre più amica di Lavender, una sua compagna di classe, che le racconta molte cose su Mrs. Trunchbull. Tra le molte leggende, l'amica le racconta che la direttrice utilizza un armadietto tappezzato di oggetti appuntiti chiamato 'Chockey' ('Strozzatoio' in Italiano) dove rinchiude i bambini per delle ore ('Chokey Chant'). Miss Honey decide di incontrarsi con Mrs. Wormood per congratularsi di quanto Matilda sia eccellente, ma capisce subito che la donna non è interessata alla vita scolastica di sua figlia ('Loud')('This Little Girl'). A scuola, Mrs. Trunchbull scopre che un bambino, Bruce, le ha rubato un pezzo di torta, e così, come punizione, lo obbliga a mangiare una torta intera davanti agli studenti di tutta la scuola, che lo supportano coraggiosamente ('Bruce'). Egli finisce tutta la torta e gli studenti esultano, ma Mrs. Trunchbull lo porta via per punirlo ulteriormente. Finisce così il primo atto che anticipa le rivolte degli studenti contro la preside e le sue punizioni che avverranno nel secondo atto.

### Atto II
Mrs. Wormwood, che disprezza il fatto che Matilda abbia una passione per la lettura, apre il secondo atto parlando al pubblico di quanto sia meglio la televisione e di quanto siano noiosi i libri ('Telly'). Un gruppo di bambini si raggruppa poi sul palco per cantare una canzone sulle loro speranze per il futuro (‘When I Grow Up’). Il giorno dopo Mrs. Trunchbull obbliga Miss Honey e la classe di Matilda a svolgere una pesante lezione di educazione fisica ('The Smell of Rebellion'). Mrs. Trunchbull scopre che Lavender ha messo un tritone (un piccolo anfibio) nella sua brocca, che incolpa Eric, uno studente della classe di Matilda e Lavender, che l'ha infastidita in una lezione precedente. Matilda, spinta dalla rabbia, accusa Mrs. Trunchbull di essere una bulla, e Mrs. Trunchbull la insulta. Matilda però scopre di sapere spostare gli oggetti con la forza del pensiero ('Quiet') e fa rovesciare la brocca. Il tritone salta sulla gamba di Mrs. Trunchbull, che scappa terrorizzata. Miss Honey, che partecipa alla scena, decide di invitare Matilda a casa per una tazza di tè. Miss Honey racconta a Matilda della propria infanzia, rovinata dalla morte dei genitori e dalle regole della sua crudele zia, a cui era stata affidata. Dopo aver subito molte ingiustizie da parte della zia, Miss Honey racconta a Matilda di essere scappata in una fattoria e di aver vissuto una vita povera ma felice ('My House'). A scuola Mrs. Trunchbull obbliga gli studenti a fare un dettato, annunciando che chiunque sbagli a scrivere anche solo una parola sarà punito nello Strozzatoio. Lavender è la prima che fa un errore, quindi Mrs. Trunchbull tenta di portarla via, ma gli altri studenti sbagliano apposta altre parole per cercare di fermare Mrs. Trunchbull. Mrs Trunchbull minaccia i bambini dicendo di aver costruito molto Strozzatoi (↑), ma Matilda, con la forza del pensiero, scrive con dei gessi sulla lavagna facendo credere a Mrs. Trunchbull che lo spirito del padre di Miss Honey stia tornando per vendicarsi. I bambini iniziano allora una rivolta per cacciare Mrs. Trunchbull e nella scuola scoppia il caos ('Revolting Children'). Dopo la fuga di Mrs. Trunchbull, viene ritrovato il testamento che i genitori di Miss Honey le avevano lasciato. Miss Honey, oltre a ricevere il denaro e la casa dei genitori, diventa direttrice della scuola. Miss Honey è dispiaciuta che Matilda debba continuare a vivere in una famiglia che non la considera. La famiglia di Matilda però deve improvvisamente partire per la Spagna. Miss Honey chiede allora il permesso ai genitori di Matilda di affidarla a lei. I Wormwoods non fanno in tempo a decidere, perché sono inseguiti da dei compratori di auto della mafia Russa. Sergei, il capo della banda mafiosa, riconosce l'intelligenza e la gentilezza di Matilda e decide di non inseguire più la sua famiglia ('This Little Girl Reprise'). Mr. Wormwood decide allora di lasciare Matilda con Miss Honey ('When I Grow Up Reprise').

## Riconoscimenti

### Produzione di Londra
- 2011 - Critics' Circle Theatre Awards
  - Miglior Musical[43]

- 2011 - Theatre Awards UK[44]
  - Miglior Musical
  - Miglior Performance: Bertie Carvel

- 2011 - Evening Standard Awards[45]
  - Candidatura come miglior Musical
  - Candidatura come miglior Attore in un Musical: Bertie Carvel
  - Candidatura come miglior Regista: Matthew Warchus

- 2011 - British Composer Awards[45]
  - Candidatura come miglior Lavoro Teatrale: Tim Minchin

- 2012 - Whatsonstage.com Awards[46]
  - Miglior Nuovo Musical
  - Esordiente a Londra dell'anno: Tim Minchin
  - Miglior Coreografo: Peter Darling
  - Miglior Scenografo: Rob Howell
  - Candidatura come miglior Attore in un Musical: Bertie Carvel
  - Candidatura come miglior Attrice in un Musical: Cleo Demetriou
  - Candidatura come miglior Attrice in un Musical: Kerry Ingram
  - Candidatura come miglior Attrice in un Musical: Eleanor Worthington Cox
  - Candidatura come miglior Attrice in un Musical: Sophia Kiely
  - Candidatura come miglior Attore non protagonista in un Musical: Paul Kaye
  - Candidatura come miglior Attrice non protagonista in un Musical: Lauren Ward
  - Candidatura come miglior Regista: Matthew Warchus

- 2012 - Premio Laurence Olivier[47]
  - Miglior Nuovo Musical
  - Miglior Design Suono: Simon Baker
  - Miglior Regista: Matthew Warchus
  - Miglior Coreografo Teatrale: Peter Darling
  - Miglior Scenografo: Rob Howell
  - Candidatura come miglior Attore in un Musical: Bertie Carvel
  - Candidatura come miglior Attrice in un Musical: Cleo Demetriou
  - Candidatura come miglior Attrice in un Musical: Kerry Ingram
  - Candidatura come miglior Attrice in un Musical: Eleanor Worthington Cox
  - Candidatura come miglior Attrice in un Musical: Sophia Kiely
  - Candidatura come miglior Attore non protagonista in un Musical: Paul Kaye
  - Candidatura come migliore Design Costumi: Rob Howell
  - Candidatura come miglior Design Luci: Hugh Vanstone

- 2013 - WhatsOnStage Awards[48]
  - Candidatura come miglior Show nel West End

- 2013 - Premio Laurence Olivier[49][50]
  - Candidatura come Show più popolare

- 2014 - WhatsOnStage Awards[51]
  - Miglior Show nel West End

### Produzione di Broadway
- 2013 - Tony Award[52][53]
  - Miglior Libretto di un Musical: Dennis Kelly
  - Miglior Attore non Protagonista in un Musical: Gabriel Ebert
  - Miglior Orchestrazione: Christopher Nightingale
  - Milglior Design Scenico: Rob Howell
  - Miglior Design Luci: Hugh Vanstone
  - Premio Onorario per l'eccellenza nel Teatro: Sophia Gennusa, Oona Laurence, Bailey Ryon, Milly Shapiro
  - Candidatura come migliori Costumi: Rob Howell
  - Candidatura come miglior Attrice non Protagonista in un Musical: Lauren Ward
  - Candidatura come miglior Regia di un Musical: Matthew Warchus
  - Candidatura come Candidatura come miglior Coreografie: Peter Darling
  - Candidatura come miglior Colonna Sonora Originale: Tim Minchin
  - Candidatura come migliore Attore in un Musical: Bertie Carvel
  - Candidatura come miglior Musical

- 2013 - Drama League Awards[54]
  - Candidatura come miglior Produzione di un Musical (Nominato)
  - Candidatura come Premio per una Performance Distinta: Bertie Carvel (Nominato)

- 2013 - Outer Critics Circle Awards[55]
  - Miglior Libretto di un Musical
  - Miglior Set Design: Tim Minchin
  - Candidatura come miglior Attore in un Musical: Rob Howell
  - Candidatura come miglior Coreografo: Peter Darling
  - Candidatura come miglior Nuovo Musical a Broadway

- 2013 - Drama Desk Award[56]
  - Miglior Musical
  - Miglior Libretto di un Musical: Dennis Kelly
  - Migliori Testi: Tim Minchin
  - Miglior Set Design: Rob Howell
  - Miglior Attore in un Musical: Bertie Carvel
  - Candidatura come miglior Regista di un Musical: Matthew Warchus
  - Candidatura come migliori Coreografie: Peter Darling

- 2013 - New York Drama Critics' Circle[57]
  - Miglior Musical

- 2013 - Theatre World Award[58]
  - Theatre Tony Award: Bertie Carvel

- 2014 - Grammy Award[59]
  - Candidatura come miglior Album di un Musical Teatrale: Bertie Carvel, Sophia Gennusa, Oona Laurence, Bailey Ryon, Milly Shapiro & Lauren Ward; Michael Croiter, Van Dean & Chris Nightingale; Tim Minchin

### Produzione in Australia
- 2015 - Sydney Theatre Awards[60]
  - Miglior Produzione di un Musical
  - Miglior Performance di un'Attrice non Protagonista in un Musical: Elise McCann
  - Miglior Performance di un Attore non Protagonista in un Musical: James Millar
  - Premio per un risultato speciale: Molly Barwick, Sasha Rose, Georgia Taplin, Bella Thomas
  - Candidatura come miglior Performance di un'Attrice non Protagonista in un Musical: Marika Aubrey
  - Candidatura come miglior Performance di un Attore non Protagonista in un Musical: Daniel Frederiksen

- 2016 - Helpmann Awards[61]
  - Miglior Musical
  - Miglior Spartito Originale: Tim Minchin
  - Miglior Regia di un Musical: Matthew Warchus
  - Migliore Attrice in un Musical: Molly Barwick, Dusty Bursill, Tiana Mirra, Alannah Parfett, Sasha Rose, Georgia Taplin, Bella Thomas, Ingrid Torelli
  - Miglior Attore in un Musical: James Millar
  - Miglior Coreografia in un Musical: Peter Darling
  - Miglior Regia Musicale: Stephen Amos
  - Miglior Design di Suoni: Simon Baker
  - Miglior Design Scenico: Rob Howell
  - Miglior Design di Costumi: Rob Howell
  - Miglior Design di Luci: Hugh Vanstone
  - Miglior Attore non Protagonista in un Musical: Daniel Frederiksen
  - Miglior Attrice non protagonista in un Musical: Elise McCann

- 2016 - Green Room Awards[62]
  - Miglior Produzione di un Musical
  - Miglior Regia: Matthew Warchus
  - Miglior Coreografie: Peter Darling
  - Miglior Regia/Supervisione Musicale: Stephen Amos
  - Miglior Design dei Suoni: Simon Baker
  - Miglior Design di Costumi: Rob Howell
  - Miglior Design Scenico: Rob Howell
  - Miglior Design di Luci: Hugh Vanstone
  - Candidatura come miglior Attore non Protagonista in un Musical: Daniel Frederiksen
  - Candidatura come miglior Attrice non protagonista in un Musical: Elise McCann
  - Candidatura come miglior Attore Protagonista in un Musical: James Millar
  - Candidatura come miglior Attrice protagonista in un Musical: Dusty Bursill, Tiana Mirra, Alannah Parfett, Ingrid Torelli

- 2017 - Helpmann Awards[63]
  - Candidatura come miglior Attrice non Protagonista in un Musical: Lucy Maunder

## Adattamento cinematografico
Nel 2022 Matthew Warchus ha diretto un adattamento cinematografico con Emma Thompson.